# Неуен Перес
Неуен Перес (ісп. Nehuén Pérez, нар. 24 червня 2000, Урлінгам) — аргентинський футболіст, центральний захисник португальського клубу «Порту» та збірної Аргентини.

## Клубна кар'єра
Народився 24 червня 2000 року в місті Урлінгам. Вихованець футбольної школи клубу «Архентінос Хуніорс». 9 травня 2018 року в поєдинку Кубка Аргентини проти «Індепендьєнте Чівількой» (2:1) він дебютував за основний склад.
Влітку того ж року Перес перейшов у іспанський «Атлетіко» (Мадрид), але для отримання ігрової практики був залишений в «Архентінос Хуніорс». 12 листопада в матчі проти «Тігре» він дебютував в аргентинській Прімері.
Згодом також віддавався в оренду до португальського «Фамалікана» на сезон 2019/20, іспанської «Гранади» в сезоні 2020/21, а влітку 2021 року на аналогічних умовах приєднався до італійського «Удінезе». 29 липня 2022 року італійський клуб уклав з аргентинцем повноцінний п'ятирічний контракт.
30 серпня 2024 року відправився в оренду до португальського «Порту».

## Виступи за збірні
2017 року у складі юнацької збірної Аргентини взяв участь в юнацькому чемпіонаті Південної Америки в Чилі. На турнірі він зіграв у чотирьох матчах.
У 2019 році був викликаний до складу молодіжної збірної Аргентини до 20 років на молодіжний чемпіонат Південної Америки. Там Перес допоміг своїй збірній посісти друге місце. Цей результат дозволив команді кваліфікуватись на молодіжний чемпіонат світу 2019 року, куди поїхав і Неуен.

## Статистика виступів

### Статистика клубних виступів
Станом на 13 серпня 2022
| Сезон               | Команда              | Чемпіонат           | Чемпіонат | Чемпіонат | Національний кубок | Національний кубок | Національний кубок | Континентальні кубки | Континентальні кубки | Континентальні кубки | Інші змагання | Інші змагання | Інші змагання | Усього | Усього |
| Сезон               | Команда              | Ліга                | Ігор      | Голів     | Ліга               | Ігор               | Голів              | Ліга                 | Ігор                 | Голів                | Ліга          | Ігор          | Голів         | Ігор   | Голів  |
| ------------------- | -------------------- | ------------------- | --------- | --------- | ------------------ | ------------------ | ------------------ | -------------------- | -------------------- | -------------------- | ------------- | ------------- | ------------- | ------ | ------ |
| 2018-січ. 2019      | «Архентінос Хуніорс» | ПД                  | 3         | 0         | КА                 | 1                  | 0                  | -                    | -                    | -                    | -             | -             | -             | 4      | 0      |
| лют.-трав. 2019     | «Атлетіко»           | ПД                  | 0         | 0         | КІ                 | -                  | -                  | ЛЧ                   | 0                    | 0                    | СУ            | -             | -             | 0      | 0      |
| 2019–20             | «Фамалікан»          | ПЛ                  | 23        | 1         | КП+КЛ              | 2+1                | 0+0                | -                    | -                    | -                    | -             | -             | -             | 26     | 1      |
| 2020–21             | «Гранада»            | ПД                  | 13        | 0         | КІ                 | 5                  | 0                  | ЛЄ                   | 7                    | 0                    | -             | -             | -             | 25     | 0      |
| 2021–22             | «Удінезе»            | A                   | 20        | 0         | КІ                 | 2                  | 0                  | -                    | -                    | -                    | -             | -             | -             | 22     | 0      |
| 2022–23             | «Удінезе»            | A                   | 1         | 0         | КІ                 | 1                  | 0                  | -                    | -                    | -                    | -             | -             | -             | 2      | 0      |
| Усього за «Удінезе» | Усього за «Удінезе»  | Усього за «Удінезе» | 21        | 0         |                    | 3                  | 0                  |                      | 0                    | 0                    |               | 0             | 0             | 24     | 0      |
| Усього за кар'єру   | Усього за кар'єру    | Усього за кар'єру   | 60        | 1         |                    | 12                 | 0                  |                      | 7                    | 0                    |               | 0             | 0             | 79     | 1      |

### Статистика виступів за збірну
Станом на 19 листопада 2024 року